# 女だから、とパーティを追放されたので伝説の魔女と最強タッグを組みました
『女だから、とパーティを追放されたので伝説の魔女と最強タッグを組みました』（おんなだから、とパーティをついほうされたのででんせつのまじょとさいきょうたっぐをくみました）は、蛙田あめこによる日本のライトノベル作品。「小説家になろう」にて2018年8月2日から連載が開始され、オーバーラップノベルス（オーバーラップ）より書籍版が2019年2月から刊行されている。イラストは三弥カズトモが担当している。第5回オーバーラップWEB小説大賞奨励賞受賞作（受賞時のタイトルは「女だから、とパーティを追放された魔導師は腹いせにレベルMAX魔法剣士に転職して伝説の魔女と最強パーティを組みました」）。
メディアミックスとして、2021年4月12日から2024年7月8日まで『サンデーうぇぶり』（小学館）でりりうら世都によるコミカライズ版が連載され、『月刊サンデーGX』（同）でも6月号から2024年8月号まで連載された。

## あらすじ
ファンタジーRPG風のとある世界の王都。ここの女冒険者は、「女だから」という理由で「パーティの華」であることを求められ、報酬の取り分を少なくされる、無意味に露出の多い服装をさせられる等、理不尽な扱いを受けている。
非常に優秀ながらも、「女だから」という理不尽な理由で冒険者パーティーを追放された魔導士のターニャは、ヤケクソになって岩を壊す事で伝説の大魔女・ラプラスの封印を解いてしまう。ラプラスとの勝負を経て、二人は一緒にパーティ「リリウム」を組むことになる。そして、ターニャはラプラスの手によって魔導士から魔法剣士へと転職し、自分を追放したパーティに復讐をするため、ギルドのランキング戦へ赴く。

## 主な登場人物

### メインキャラクター
ターニャ・アルテミシオフ
主人公の女性。25歳。
冒険者学校を首席で卒業しており、戦力も非常に高いが、「女だから」という理由で男ばかりの冒険者パーティをクビになる。ヤケクソで岩を壊した結果、伝説の大魔女・ラプラスの封印を解き、ラプラスによって魔導士から魔法剣士になる。
元々はこの世界の他の女冒険者と同じように、機能性の乏しい露出の多い服を着ていたが、ラプラスによって、露出の少なく、機能性と防御力の優れた服を着る事となる。
酒飲みで、葡萄酒を良く飲む。自分を追い出したライアンを憎んでいるが、基本的には優しく、負けん気が強い努力家の性格。また、生家が貧しかった為、金儲けについてもやり手。
ラプラスを信頼する一方で、余計な事を言う彼女に対して暴力的なツッコミを行う事もある。
ラプラス
もう一人の主人公の女性。
300年前に封印された伝説の魔女。本人の知らない場所での別名「邪悪なる獣の大淫婦（クソビッチ）」。太古の昔に歴史の闇に消えていったという、魔導師たちの祖である魔女。そのため、魔導士でも使えるものがほとんど居ない空中浮遊を使う等、魔力は非常に強い。
底なしの食欲と表現される程の大食い。実力者でターニャから信頼されているが、マイペースで思ったことを直ぐに口にする性格であるため、ターニャから暴力的なツッコミを喰らう事もある。
また、ナルシストな性格で、自分を美女と言ったり、ランキング戦で「ヴィーナス・ビューティホー」という仮名を名乗る。
ナディーネ・アマリリス
冒険者ギルドに勤めている女性。
ターニャに誘われ、回復術師（ヒーラー）としてパーティに参加する。回復術師としてのレベルは３と低いが、ランキング戦で魔術、弓を全て避ける程身のこなしは軽い。
甘いものが苦手で、肉好き。

### その他
ライアン・ダース
男性冒険者。25歳。
ターニャの幼馴染で、パーティだったターニャを「女だから」という理由でクビにした張本人。典型的な男尊女卑思想の持ち主で、ターニャからは嫌悪されている。
キャサリン・フォキシー
女性冒険者の魔術師（ソーサラー）。ターニャをクビにした後、ライアンのパーティに加入した狐の獣人族。他の女冒険者と同じように、露出の高い服を着ている。
祖母は「小狐亭」という食堂居酒屋を営んでおり、祖母がぎっくり腰になった時はヘルプで働いている。
ナディーネとは冒険者学校での同期で、ランキング戦以前から面識があった。
アリサ
魔導士を目指す貧しい少女。12歳。
妹弟達を養う魔導士になるべく皇立魔導学院の合格を目指すため、ナディーネに頼まれたターニャが彼女の家庭教師を行う事になる。
努力家で才能も高い。
ダン・ガン
皇立魔導学院の男性理事長。
女子合格者は一律20点減点とする調整を行おうとしたが、ターニャとラプラスに阻止される。
アリエノーラ・アウェイグコート
オーデ王国の第一皇女。13歳。
オーデ王国唯一の、帝王直系の子女。冒険者パーティのランキング戦で、ターニャ達「リリウム」のファンになる。
ヴィス
アリエノーラの侍女。抑揚のない声で喋る。
マクスウェル
オーデ王国の不老不死の宮廷魔術師。３００年以上前から生きており、ラプラスと因縁がある。
ケイ
男性冒険者。30代半ば。
この世界の男性では珍しい回復術師。そのせいで心無い言葉を投げつけられる事も多かったが、偏見の無いターニャ達に出会って、自信を持つ。

## 制作背景
この作品の背景には、筆記試験を受けた女子生徒に対して得点を一律に減点するという、「女性差別」と取れるような得点調整を行なっていた2018年8月1月に報道された東京医科大学の医学部入試問題があると著者の蛙田は語っている。蛙田はこの事件に関して、「女子生徒が医学部に入学するのが困難であることは受験業界では常識となっていたが、その背景にある問題が調査されたことはそれ以前にはなかった」と話し、「性別に関わらず、受験して医者になることには根性と不屈の精神が必要であるにも関わらず、女性であるという理由だけで医者になる夢が不当に奪われた女性がいて、そしてその差別を帳消ししてしまうような人がいることにショックを受けた」と話している。その後、この一連の女性差別問題を元に蛙田は「小説家になろう」のウェブ小説を通して、女性を不当に扱うことに対する滑稽さを批判し、揶揄することを決めたと話している。

## 評価
| 年度   | 賞                             | 結果            | 出典          |
| ------ | ------------------------------ | --------------- | ------------- |
| 2019年 | 第5回オーバーラップWEB小説大賞 | 奨励賞受賞      | [ 6 ]         |
| 2019年 | 第19回Sense of Gender賞        | 最終選考        | [ 11 ]        |
| 2020年 | ラノベ好き書店員大賞2020       | 単行本部門第3位 | [ 12 ] [ 13 ] |

## 既刊一覧

### 小説
- 蛙田あめこ（著）・三弥カズトモ（イラスト） 『女だから、とパーティを追放されたので伝説の魔女と最強タッグを組みました』 オーバーラップ〈オーバーラップノベルス〉、既刊2巻（2019年8月25日現在）
  1. 2019年2月25日発売[14]、ISBN 978-4-86554-452-7
  2. 2019年8月25日発売[15]、ISBN 978-4-86554-536-4

### 漫画
- 蛙田あめこ（原作）・三弥カズトモ（キャラクター原案）・りりうら世都（漫画） 『女だから、とパーティを追放されたので伝説の魔女と最強タッグを組みました』 小学館〈サンデーうぇぶりSSC〉、全6巻
  1. 2021年10月12日発売[16][17]、ISBN 978-4-09-850770-2
  2. 2022年5月12日発売[18]、ISBN 978-4-09-851133-4
  3. 2022年12月12日発売[19]、ISBN 978-4-09-851430-4
  4. 2023年7月12日発売[20]、ISBN 978-4-09-852535-5
  5. 2024年1月12日発売[21]、ISBN 978-4-09-853078-6
  6. 2024年8月8日発売[22]、ISBN 978-4-09-853470-8